# Grindr
Grindr est une application de rencontre et de réseautage social en temps réel (et géolocalisée), conçue pour les hommes homosexuels, bisexuels ou bicurieux, créée en 2009, par l’entrepreneur israélien Joel Simkhai, disponible sur iOS (Apple), Blackberry OS et Android.

## Description
Application créée en 2009 et disponible sur iOS (Apple), Blackberry OS et Android, elle permet de discuter et d'échanger avec des pairs anonymes géographiquement proches (ou géolocalisés). Grindr est utilisée pour une variété d'objectifs (par exemple, trouver un partenaire, se faire des amis, ou coordonner une rencontre).
L'application consiste en un espace quadrillé affichant les profils des utilisateurs par ordre de proximité géographique, leur distance est par ailleurs affichée. La version gratuite permet d'avoir accès aux 100 profils les plus proches, l'utilisateur doit payer pour accéder à plus de profils. Cependant, l'utilisateur peut jouer avec les filtres de sélection (âge, position sexuelle, lieu de rendez-vous, type de rencontres) afin d'afficher d'autres profils. Une fonction « Explorer » permet de voir d'autres profils en déplaçant le curseur sur une carte, mais l'interaction avec les autres utilisateurs vus par le biais de cette fonction n'est possible qu'en payant un abonnement au service. L'application permet aux utilisateurs de signaler leur intérêt aux autres utilisateurs sans engager de discussion par le biais de « taps » (tapes en français), fonctionnalité le plus souvent représentée par une flamme.
Les utilisateurs peuvent choisir de mettre une photo sur leur profil ou de n'en mettre aucune. Ils se présentent ainsi de trois manières différentes sur l'application selon la chercheuse Mélanie Mauvoisin :
- avec une photo compatible avec des réseaux sociaux plus conventionnels tels Instagram ou Facebook ;
- avec une photo érotisée de soi : jeux de regard, corps dénudés ;
- avec une image abstraite ou sans photo.

## Histoire
Durant le XXe siècle, les hommes ayant des relations sexuelles avec d'autres hommes se rencontraient souvent dans des lieux spécifiques (bars underground, soirées dansantes, clubs discrets voire secrets),, puis par le biais de petites annonces publiées dans des revues gays à partir des années 1970 et dans les années 1980 mais également dans des titres nationaux de gauche comme Le Nouvel Observateur ou Libération (qui lance à partir de 1975 sa rubrique « Chéri je t'aime »). Avec l'arrivée du Minitel, la revue Gai Pied lance par exemple sa messagerie « GAI PIED RÉZO »,. Ainsi, en 1997, d'après une étude de l'ANRS, 30% des hommes gays déclarent utiliser le Minitel pour trouver des partenaires sexuels. À la fin des années 1990, ces messageries ferment progressivement avec l'arrivée d'Internet au profit de forums ou de sites en France : MonClubGay, RézoG, Citégay, Keumdial, Gaypax, Za-Gay. Certains sites Internet sont mêmes dédiés à des pratiques spécifiques : fist-fucking, BDSM, barebacking. En 2004, Internet devient le 3e mode de rencontres avec 35% des homosexuels rencontrant des partenaires sexuels par ce biais (deux fois plus qu'en 2000), d'après l'étude Enquête Presse Gay.
Grindr, qui se décrit comme « la plus grande application de réseautage social au monde pour les personnes gays, bi, trans et queer » a été lancé le 25 mars 2009 par Nearby Buddy Finder, LLC. Au départ, des remarques prudentes mais positives circulent dans la blogosphère homosexuelle sur des sites comme Queerty ou Joe My God. En France, dans la continuité du Minitel et d'Internet, avec l'arrivée du smartphone, Grindr, qui permet « une nouvelle manière de voir et d'être vu », change considérablement les territoires et modalités des sociabilités homosexuelles traditionnelles de drague gay (avec en 2012 environ 300 000 utilisateurs en France, dont 200 000 à Paris). Cependant, pour Thibault Lambert, il ne faut pas voir en Grindr une révolution mais plutôt une mutation de ce qui l'a précédée, conséquente à l'arrivée du système GPS sur smartphone.
Installé aux États-Unis, le site gagne rapidement en popularité dans le monde entier par le biais du bouche-à-oreille et des différents médias. Le nombre d'utilisateurs britanniques augmente de 30 000 personnes après que Grindr a été mentionné par Stephen Fry dans l'émission de télévision Top Gear. Le fondateur de Grindr, Joel Simkhai, a signalé une activité du site dans 192 pays y compris en Iran, en Irak et au Kazakhstan.
En janvier 2011, Grindr remporte le prix du « meilleur site de rencontres mobile » aux iDate Awards. En raison du succès de Grindr, les dirigeants annoncent en mars 2011 qu'ils vont lancer une version hétéro du site qui s'appellera Blendr.

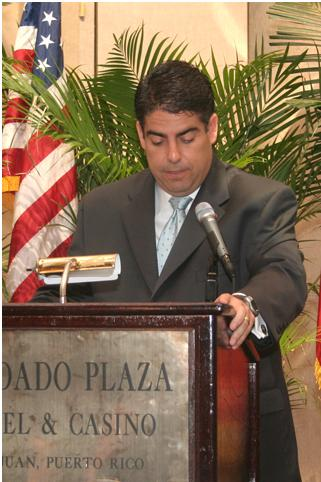
Le sénateur porto-ricain Roberto Arango, militant contre le mariage homosexuel et utilisateur de Grindr.

Le 30 août 2011, le sénateur portoricain Roberto Arango (en), opposant farouche au mariage homosexuel démissionne de son poste après la divulgation de plusieurs photos de lui, nu, sur Grindr.
En septembre 2011, compte tenu de son succès, Grindr met en place Blendr, une version de Grindr ouverte à toutes les orientations sexuelles, notamment aux hétérosexuels. Blendr est partenaire de Badoo depuis octobre 2012 : leurs sites webs et applications fournissent les mêmes informations et fonctionnalités aux utilisateurs.
En mars 2012, Grindr emploie 45 personnes, l'application dépasse les 3,5 millions d'utilisateurs répartis dans 192 pays, puis 4,5 millions sept ans plus tard.
Le 23 juillet 2012, Grindr connaît une panne dans l'est de Londres, avec l'arrivée de milliers d'athlètes pour les Jeux olympiques d'été de 2012.
Selon Goedel et Duncan (2015) qui ont interrogés 92 utilisateurs de la région métropolitaine d'Atlanta, 38 % d'entre eux utilisent Grindr pour trouver des partenaires sexuels, 18,5 % disant utiliser l'application « pour passer le temps ». Les utilisateurs déjà en couple y recherchent moins les relations amoureuses que des rencontres sexuelles. En moyenne, les participants utilisent 3,11 applications de ce type, Grindr étant la plus populaire, devant des concurrents comme Jack'd ou Hornet (mieux sécurisé pour protéger les personnes dans les pays ou régions où les relations sexuelles entre hommes sont réprimées). Les répondants disent surtout se connecter en soirée et en semaine, ouvrant ces applications environ 8,38 fois par jour et y passant en moyenne 1,31 heure, ce qui fait dire aux auteurs que ces applications pourraient efficacement véhiculer les messages de prévention des MST (VIH notamment).
Le road-movie Jours de France est construit autour de Grindr.
L'application est achetée en 2016 par Kunlun Tech, une entreprise chinoise.
Le 3 avril 2018, Grindr est vivement critiqué pour avoir laissé au moins deux entreprises tierces accéder à des données privées de ses utilisateurs, dont leur statut VIH (les utilisateurs de Grindr peuvent se présenter comme gaies, bisexuelles, trans et queer et indiquer sur leur profil s'ils sont séropositifs ou négatifs, la date de leur dernier tests, et s'ils sont traités contre le VIH ou par la pilule de prévention du VIH PrEP). S'ensuit une invitation au boycott par la communauté gay sur le site de l'association AIDES. En Europe, le Conseil norvégien des consommateurs a déposé trois plaintes contre Grindr, et contre cinq sociétés adtech illégalement destinataires de données personnelles, en violation du RGPD ; ces informations incluant la géolocalisation de l'utilisateur et des données sur ses appareils, partagées avec plus d'une douzaine d'entreprises de publicité numérique selon le New York Times, qui note qu'une des sociétés de technologie publicitaire avec lesquelles Grindr partage des données est MoPub, propriété de Twitter, qui affirme qu'elle pourrait partager les données des utilisateurs avec plus de 180 de ses partenaires) ; et parfois ces données n'étaient en outre pas protégées par cryptage. Peu après cette révélation, Grindr a affirmé à Axios qu'il avait apporté un changement pour cesser de partager le statut VIH des utilisateurs.
En mars 2019, l'administration Trump demande aux propriétaires chinois de Grindr de céder leur participation de crainte que Pékin utilise des informations personnelles pour influencer des responsables américains. L'échéance est fixée au mois de juin 2020 et impose un effet rétroactif au rachat de 2016. Le Comité pour l'investissement étranger aux États-Unis (CFIUS) enquête généralement sur des fusions susceptibles d'entraîner le contrôle d'une entreprise américaine par une personne ou une entreprise étrangère, dans le cas où cette fusion pourrait menacer la sécurité nationale. Cela semble être le premier cas soulevé par le CFIUS dans lequel les États-Unis affirme que le contrôle étranger d'une application de média social pourrait avoir des conséquences sur la sécurité nationale. De son siège californien, l'entreprise dément tout moyen de pression par l'usage de son application : « aucun élément n'est transféré vers notre maison mère ». Mais celle-ci reste victime de la guerre économique entre la Chine et les États-Unis : la CFIUS bloque de plus en plus de dossiers.
En juin 2020, lors des protestations consécutives à la mort de George Floyd, Grindr annonce qu'il va, dans le cadre de son « engagement » à lutter contre le racisme, supprimer ses filtres ethniques qui permettaient de cibler ses rencontres sur certains groupes raciaux. Ce changement répond à des critiques de longue date d'activistes et d'utilisateurs, toutefois il ne devrait pas empêcher l'algorithme de privilégier des profils de certaines ethnies, le flux de l'application montrant aux utilisateurs des profils similaires à ceux qui les ont intéressés précédemment,.
En 2021, la Norvège inflige une amende de 6,3 millions d'euros à Grindr, pour partage illégal des données dans le cadre de marketing ciblé,.

## Statistiques
Les statistiques de juillet 2013 donnent la répartition suivante par pays.
| Rangs        | Pays         | Nombre d'utilisateurs | dont               |
| ------------ | ------------ | --------------------- | ------------------ |
| 1er          | États-Unis   | 2 968 300             | 508 763 à New York |
| 2e           | Royaume-Uni  | 1 231 230             | 947 250 à Londres  |
| 3e           | France       | 511 876               | 412 060 à Paris    |
| 4e           | Canada       | 339 813               |                    |
| 5e           | Australie    | 287 067               | 204 351 à Sydney   |
| 6e           | Espagne      | 264 825               |                    |
| 7e           | Brésil       | 247 728               |                    |
| 8e           | Italie       | 216 372               |                    |
| 9e           | Allemagne    | 200 109               |                    |
| 10e          | Mexique      | 164 539               |                    |
| Monde entier | Monde entier | + de 7 000 000        |                    |

En septembre 2015, le total des utilisateurs Grindr s'élèverait à 10,5 millions d'utilisateurs. D'après l'entreprise, 13,5 millions d'utilisateurs se connectent chaque mois. Elle estime que 90 % de la population des États-Unis connaît sa marque ainsi que 60 % de la population mondiale.

## Intérêt scientifique
Des chercheurs dans les domaines de la santé, de la sexualité et des sciences humaines et sociales ont rapidement compris que le smartphone, puis Grindr seraient des outils intéressants pour la prévention et pour recruter des sujets (alors anonymisés) pour des études portant par exemple sur l'homosexualité, sur la santé sexuelle, ou pour étudier les évolutions des motivations et géographies de ce type de communautés en ligne conçues pour voir et être vues.
Recruter des panels sur Grindr, par exemple pour la recherche sur la prévention du VIH, s'est montré plus aisé qu'avec des médias traditionnels, mais ce recrutement est un peu différent : participants plus jeunes avec un âge moyen de 31 ans contre 42 ans par le biais des médias traditionnels, plus « blancs » (44 % contre 30 %), avec plus de partenaires sexuels au cours des 14 jours précédents (1,88 contre 1,10) que les autres recrues, et les réponses faites par e-mail ont été moins réussies pour l'inscription que pour les appels téléphoniques (5 contre 50 %). Les volontaires recrutés sur Grindr étaient aussi plus instruits.
Selon Courtney Blackwell et al. (2015), ces communautés transcendaient autrefois la géographie, via le net. Mais c'est moins le cas depuis la généralisation des smartphones géolocalisés et objets connectés. Grindr peut faire se rencontrer des personnes géographiquement très proches (c'est l'un des objectifs), en offrant de nouvelles opportunités sociales à des minorités sexuelles ; mais aussi en rendant certaines interactions plus difficiles : Grindr regroupe ou « co-situe » en effet des groupes d'hommes dans l'espace, hors des frontières communautaires traditionnelles (mais ces dernières restent importantes pour la présentation normative de soi et la formation d'impressions) ; l'utilisateur y est moins anonyme ; son comportement y est moins décontextualisé, en raison de son identifiabilité due au croisement de son profil en ligne et de sa géolocalisation).
En 2012, parmi 195 jeunes hommes (18-24 ans) ayant des rapports sexuels avec des hommes, 76 % disent avoir eu des relations sexuelles avec des partenaires rencontrés sur Grindr, avec un taux d'utilisation du préservatif plus élevé (59,8 %) qu'avec des partenaires rencontrés ailleurs (41,9 %). Seuls 14,7 % ont signalé des rapports anaux non protégés avec leur dernier partenaire Grindr. Grindr est utilisé pour trouver des partenaires, mais aussi pour socialiser et se connecter à la communauté gay. Ceux qui ont des comportements sexuels à haut-risque sur Grindr nécessitent des efforts de prévention ciblés, qui peuvent passer par des applications mobiles, pour la prévention du VIH notamment.
Selon une étude (2014), parmi 379 hommes ayant des relations sexuelles avec d'autres hommes interrogés à Washington, D.C., 63,6 % disaient avoir utilisé une application comme Grindr pour trouver un partenaire sexuel lors de l'année écoulée. Selon une autre étude faite chez 295 hommes, à Los Angeles, ceux qui intégraient des partenaires sexuels dans leurs réseaux sociaux étaient près de deux fois plus susceptibles d'avoir eu des relations sexuelles anales sans préservatif que les personnes qui n'intégraient pas ces partenaires dans leurs réseaux sociaux. Cependant, une autre étude donnait 75 % de sondés disant avoir eu au moins une relation sexuelle avec un ou des partenaires rencontrés sur Grindr et ils signalaient des taux significativement plus élevés d'utilisation du préservatif avec des partenaires rencontrés sur Grindr (59,8 %) par rapport aux partenaires rencontrés ailleurs (41,9 %).
Une étude menée auprès de 1 351 utilisateurs de la région de New York (recrutés via Grindr) a évalué les prédicteurs du dépistage du VIH tant à l'échelle de la vie que sur l'année précédente. La plupart des participants (90 %) avaient déjà été testés à un moment donné et 71 % l'avaient fait au cours des douze derniers mois. Parmi les 135 hommes n'ayant jamais subi de test, environ un tiers avaient eu des rapports sexuels anaux non protégés dans les trois mois précédents, et se déclaraient séronégatifs plutôt qu'inconnus concernant leur statut. L'âge avancé, la déclaration d'un statut séronégatif et la pratique récente de rapports sexuels non protégés étaient indépendamment associés à la réalisation d'un test de dépistage dans la vie. Dans cet échantillon, le taux de dépistage était supérieurs à ceux de la population générale de New York, mais il restait 10 % des hommes utilisant Grindr (et 20 % des 18-24 ans) qui n'avaient jamais été testés. Les auteurs estiment que Grindr peut améliorer l'accès aux informations et aux services de dépistage du VIH dans cette population.
Un panel de 195 volontaires recruté à Los Angeles (Californie) sur Grindr a répondu à une enquête en ligne pour une étude (2016) sur d'éventuelles spécificités de la symptomatologie de la dépression chez les jeunes hommes de minorité sexuelle. Ce travail a montré que les expériences antérieures d'homophobie et/ou l'appartenance à la communauté gay, le soutien émotionnel, et d'autres facteurs sociaux étaient des prédicteurs significatifs du risque de dépression chez eux. Les auteurs plaident pour des actions contre l'homophobie dans les contextes sociaux des jeunes, et des interventions aidant ces jeunes à acquérir les compétences nécessaires pour mieux gérer l'homophobie et réorganiser leurs réseaux sociaux.
Une autre étude laisse penser que les utilisateurs ayant une anxiété d'attachement à d'autres hommes, utilisent Grindr plutôt pour améliorer leur estime de soi (une motivation qui à son tour, prédisait une utilisation plus problématique de Grindr et un risque de dépression plus élevé) ou pour rechercher une compagnie provisoire « pour s'évader », grâce à la facilité de communication offerte par l'application.
D'autres études ont confirmé l'importance du racisme (homo)sexuel, chez les jeunes latinos américains notamment, comme source de comportements sexuels à risque (vis à vis du VIH notamment) et de mauvaise santé mentale, que les valeurs culturelles latinos de la personne relèvent du caballerismo ou du familismo, la flexibilité psychologique n'ayant qu'une influence prédictive statistiquement peu significative dans cette population.
Une étude chez les utilisateurs de 18-34 ans de Grindr en Asie de l'Est (Hong Kong, Taipei et Osaka) a montré des motivations (autoévaluées, portant sur la recherche du frisson d'excitation, de relations sexuelles occasionnelles, ou d'une validation de l'estime de soi ; on sait que les applications de réseaux sociaux jouent sur l'estime de soi, voire le narcissisme) significativement différentes selon la ville ou le pays qu'ils habitent, confirmant l'existence de fortes spécificités psychoculturelles et régionales. Mais dans ces trois lieux, le degré d'appréhension de la communication dans la recherche d'un partenaire était prédictive de l'utilisation de l'application.
Une étude (2014) a montré qu'un utilisateur sur dix de Grindr à New York, et un sur cinq dans la catégorie des 18-24 ans n'avaient encore jamais fait de test de dépistage du VIH. Alors que les taux d'infection par le VIH continuent d'augmenter chez les hommes ayant des rapports sexuels non protégés avec des hommes, ce qui peut être en partie dû au manque de dépistage parmi les groupes à risque de VIH. Les auteurs estiment que des applications comme Grindr (souvent présentée comme une application de sexe à la demande) pourraient aussi aider à identifier et orienter les hommes vers des informations sur le dépistage et la prévention du VIH.
Grindr a permis d'améliorer les recherches sur ses effets, par exemple sur l'image corporelle des utilisateurs (stigmatisation du poids et de l'âge, objectivation sexuelle, comparaison sociale), qui diffèrent des influences sociales hors ligne, avec l'émergence de nouveaux facteurs de protection et modes d'adaptation, soulignant la complexité des interactions entre technologie, utilisateur et environnement.
D'autres études ont porté sur les motivations des utilisateurs, et sur l'homophobie intériorisée et/ou sur la solitude, à propos des modèles de divulgation publique du soi intime (dont via le sexting qui peut se faire via la messagerie privée de l'application) ; des chercheurs confirment que Grindr contribue à améliorer la divulgation de soi dans le réseau social, diminuant le sentiment de solitude, mais la pratique du sexting ne semble pas liée ni à l'homophobie intériorisée, ni à la solitude.
Clément Nicolle, docteur en géographie ayant réalisé sa thèse sur Grindr, rapporte que l'application procure un « effet waouh » à la première découverte de l'application, en voyant le nombre de profils et leur distance associée. L'application agit ainsi comme un négatif en photographie, révélant la bisexualité et l'homosexualité dans un espace où la présomption d'hétérosexualité domine. Pour le psychologue Alexandre Saint-Jévin, membre de l'association Psygai.e.s, la découverte d'autres homosexuels par cette application participe à « un effet plus ou moins conscient de dépathologisation et de désinhibition ». Pour Tanguy Vandenabeele, docteur en sociologie dont la thèse porte sur l'usage des applications de rencontres homosexuelles chez les séniors, l'application a un côté réconfortant, en ce qu'elle constitue un lieu où aller sans conséquence, par exemple pour des personnes qui n'ont pas réalisé de coming out ou qui se questionnent sur leur sexualité. Pour Mélanie Mauvoisin, chercheuse en sciences de l'information et de la communication, la « logique du secret et de la protection demeure » sur l'application alors même qu'elle est réservée aux hommes. Elle permet aux utilisateurs de se dévoiler à leur rythme sans forcément « s'inscrire tout entier dans un lieu » comme cela peut être le cas de lieux de dragues gays plus traditionnels,.
En 2014, une étude de l'Ined rapporte qu'un tiers des couples de même sexe déclaraient s'être rencontré sur Internet contre seulement 2% pour les couples hétérosexuels.

## Grindr for Equality
En février 2012, Grindr a créé Grindr for Equality (G4E), un service politique géo-ciblé conçu pour sensibiliser aux questions d'égalité des LGBT. À l'approche des élections américaines de 2012, il a encouragé les utilisateurs à s'inscrire pour voter et a fourni des informations sur les candidats pro-LGBT dans leur région.
Devenu un programme international de santé et de droits humains LGBTQ, le G4E a accordé en novembre 2019 un total de 100 000 dollars à des organisations et des militants fournissant des services directs et des actions de sensibilisation aux communautés LGBTQ au Moyen-Orient et en Afrique du Nord.

## Critiques

### Impact sur la santé mentale
D'après une étude de l'ONG Time Well Spent réalisée en 2018 auprès de 200 000 internautes, il ressort que l'application mobile est la plus insatisfaisante des applications, toutes catégories confondues, avec 77% d'utilisateurs déclarant être malheureux en l'utilisant. Plusieurs médias se font d'ailleurs le relais de ce sentiment comme Dazed, Elle ou Rolling Stone,.

### Risques pour la vie privée et la sécurité de certains utilisateurs
Grindr a accès à des informations personnelles, ce qui crée des risques pour la vie privée. L'application se décrit comme un espace sûr pour la communauté LGBT, mais pour certains utilisateurs, elle est aussi « un espace d'incertitude, en raison de la facilité avec laquelle tout le monde peut y accéder et créer un profil », ce qui implique des stratégies de recherche d'un environnement sûr pour l'intimité sexuelle, exempt de violences et d'abus, et donc de réduction du risque de tomber sur un individu malveillant, stratégie passant par « la recherche de lisibilité et de similitudes sociales, éducatives, économiques et culturelles » et qui inclue des dynamiques d'évitement « dont les mécanismes sociaux révèlent des représentations spatialisées et racialisées du risque homophobe ».
En août 2014, il a été rapporté que les mesures de distance relative de Grindr pouvaient faciliter la triangulation, déterminant ainsi l'emplacement quasi exact des utilisateurs individuels. Une preuve de concept a été publiée, et plus de 2 millions de détections ont été effectuées en quelques jours. Les autorités égyptiennes auraient ainsi utilisé l'application pour traquer et arrêter des hommes homosexuels. En réponse, Grindr a temporairement désactivé l'affichage de la distance dans le monde entier.
En 2021, Esther Onfroy (fondarice d'Exodus Privacy), confirme que Grindr partage avec diverses entreprises tierces le statut VIH de sa clientèle sans les en informer, une plainte est alors déposée aux États-Unis et auprès d'un régulateur en Norvège,.
En mars 2023, le Washington Post révèle qu'un groupe catholique aurait acheté pour plusieurs millions de dollars des données d'applications de rencontre, notamment de Grindr, pour identifier des prêtres homosexuels,,.

### Revente des données personnelles
En avril 2018, une recherche faite par une organisation norvégienne à but non lucratif signale que les paquets de données Grindr vendus à des entreprises tierces peuvent contenir des informations personnelles sensibles sur les utilisateurs, telles que le statut VIH et les dates de dépistage du VIH. Cette révélation a suscité un examen approfondi des pratiques de Grindr en matière de protection de la vie privée. En réponse, Grindr a publié une déclaration disant : « Grindr n'a jamais vendu et ne vendra jamais les informations personnelles des utilisateurs - en particulier le statut VIH ou la date du dernier test - à des tiers ou à des annonceurs ».

### Manque de clarté des conditions d'utilisation
En juillet 2024, un tribunal d'Oslo confirme l'amende infligée par Datatilsynet (en), l'autorité de protection des données de Norvège, à la suite des conditions non claires de partages des informations des utilisateurs avec des annonceurs.

### Laxisme vis à vis du racisme sexuel, et de langages offensant, racistes et homophobes
« Les plateformes doivent également avoir un devoir de diligence envers les utilisateurs. Les espaces numériques et les applications comme Grindr sont des sites importants de connexion, de communauté et d'amitié pour les personnes LGBTIQIA+, mais ils sont aussi des canaux de haine et de sectarisme ».
La plateformes socio-sexuelle Grindr a été critiquée (comme d'autres) pour ne pas avoir fait assez afin de freiner l'utilisation de discours offensant, racistes et homophobes et de comportements de discrimination par certains de ses utilisateurs. En juin 2014, en réponse à une question sur les discours de haine sur Grindr, le créateur de l'application Joel Simkhai déclare dans une interview au journal israélien Haaretz qu'il « n'aimait pas ça » mais qu'il n'était « pas un professeur de sixième » et que « ce n'est pas son travail de surveiller ce genre de choses ».
Une situation particulière est celle des immigrants, migrants et des réfugiés gays, bi, trans et queer, qui peuvent trouver sur Grindr tantôt un contexte bienveillant, tantôt d'exclusion, par exemple dans le contexte de la crise migratoire en Europe, pour des musulmans homosexuels arrivés dans la grande région de Copenhague connue pour sa tradition progressiste, mais qui a récemment mis en place des pratiques anti-immigrants. Grindr peut alors héberger des groupes ou espaces de racialisation et d'altérité.
Une autre situation particulière est celle des utilisateurs LGBTQI+ (lesbiennes, gays, bisexuels, transgenres, queer, intersexes) au sein de peuples autochtones, situation peu documentée, sauf marginalement par quelques auteurs, par exemple à propos des populations autochtones insulaires du détroit de Torres, qui peuvent être « soumis aux désirs coloniaux, à la discrimination et à la violence en ligne sur les applications de rencontres telles que Grindr et Tinder ». Grindr a annoncé vouloir désactiver son filtre ethnique, une fonction controversée réservée aux utilisateurs payants qui leur permettait de filtrer les partenaires potentiels en fonction d'étiquettes « ethniques » (« asiatique », « noir », « latino »), dénoncée comme pouvant encourager les attaques racistes ; puis en 2017, a lancé une initiative « Kindr Grindr » interdisant les mentions d'exclusion telles que « Pas d'Asiatiques » ou « Pas de Noirs » dans les biographies des utilisateurs, en expliquant aux utilisateurs que ces déclarations étaient nuisibles et inacceptables, mais les personnes racisées peuvent toujours subir le racisme.

### Détournement pour la prostitution
Comme la plupart des applications sociales, et bien que ceci viole les conditions d'utilisation de Grindr, certains utilisateurs détournent Grindr pour de la prostitution. En 2017, Brennan de l'université de Sydney montre à partir de forums de discussion Reddit portant sur l'utilisation de Grindr que certains usagers utilisent le réseau pour proposer des relations sexuelles en échange d'argent ; d'autres auteurs ont suggéré que ce type d'applications peut être utilisé pour faciliter la prostitution.